# 김병오 (축구 선수)
김병오(한국 한자: 金炳旿, 1989년 6월 26일 ~ )는 대한민국의 축구 선수이며 포지션은 공격수이다. 현 화성 FC 소속이다.

## 클럽 경력
2011년 포르투갈의 UD 레이리아에서 입단 테스트를 보았으나 최종 입단에는 실패하였다. 2012년 CFR 클루지에 입단하였으나 반 시즌 만에 팀을 떠나고 2012년 내셔널리그 울산 현대미포조선에 입단하여 10경기에 출전하여 3골 5도움을 기록하였다.
2013 K리그 드래프트를 통해 신생팀 FC 안양에 입단하였다. 안양에서 1시즌 간 리그 17경기에 출전하여 1골을 기록한 뒤 대전 코레일로 이적하며 내셔널리그로 복귀하였다.
2015년 충주 험멜로 이적하여 1시즌 간 리그 33경기에 출전하여 9골을 기록하는 좋은 활약을 펼쳤고, 이 활약을 바탕으로 2016 시즌을 앞두고 K리그 클래식으로 승격한 수원 FC로 이적하였다. 3월 19일 성남 FC와의 경기에서 동점골을 성공시키며 수원 FC의 K리그 클래식 첫 골이자 본인의 1부 리그 데뷔골을 기록하였다.
K리그 클래식 2017 시즌을 앞두고, 군 복무 해결을 위해 상주 상무에 입단하였다. 2017 시즌 김병오는 25경기에 출전하여 3골을 기록하였다.
2020시즌을 앞두고 K리그1으로 승격한 부산 아이파크로 이적했다.
2021시즌 여름 이적시장을 통해 K리그2의 전남 드래곤즈에 입단했다.

## 수상

### 팀

#### 전남 드래곤즈
- FA컵 우승: 2021

### 개인
- 내셔널리그 베스트 11: 2014